# Zeina Abirached
Zeina Abirached es una historietista libanesa, nacida en Beirut en 1981, pero que reside habitualmente en Francia.

## Biografía
Zeina se graduó en la Academia Libanesa de Bellas Artes en la especialidad de grafismo, trasladándose en 2004 a París para especializarse en animación en l’Ecole Nationale des Arts Décoratifs. 
En 2006 Editions Cambourakis publicó sus dos primeros álbumes de historietas y participó en el Festival Internacional de la Historieta de Angulema. Su corto de animación Mouton, producido como parte de sus estudios, fue seleccionado en el quinto Festival Internacional de animación de Teherán.

## Álbumes
- Beyrouth-Catharsis (Ed. Cambourakis, 2006);
- 38, rue Youssef Semaani (Ed. Cambourakis, 2006);
- El juego de las golondrinas (Mourir, partir, revenir - Le Jeu des hirondelles) (Ed. Cambourakis, 2007);
- Recuerdo Beirut (Ed. Cambourakis, 2009).
- El piano oriental (Ed. Casterman, 2015).

En España, El juego de las golondrinas y Me acuerdo Beirut han sido publicadas por Ediciones Sinsentido El piano oriental ha sido publicada por Ediciones Salamandra .